# Список аббревиатур в российской исторической науке
Список аббревиатур в российской исторической науке включает сокращения организаций и изданий, часто встречающихся в научных русскоязычных публикациях исторической тематики с 19 века до наших дней.
В списке представлены различные варианты именования одного и того же учреждения, включая устарелые (за XX век название и аббревиатура музея могли меняться несколько раз).

## Аббревиатуры

### Музеи
| # А Б В Г Д Е Ё Ж З И К Л М Н О П Р С Т У Ф Х Ц Ч Ш Щ Э Ю Я |

#### А
- АГКГ — Астраханская государственная картинная галерея имени П. М. Догадина
- АГМО — Архангельское государственное музейное объединение
- АКМ — Азовский краеведческий музей
- АМИ — Антирелигиозный музей искусств, ЦАМ — Центральный антирелигиозный музей
- АМИИ — Архангельский областной музей изобразительных искусств
- АНМИ — Азербайджанский Национальный музей искусств имени Рустама Мустафаева (Баку)
- АОКМ — Архангельский областной краеведческий музей
- АОМИИ — Архангельский областной музей изобразительных искусств

#### Б
- БИХМ — Белозерский историко-художественный музей
- БОХВМФ — Брянский областной художественный музейно-выставочный центр

#### В
- ВГИАХМЗ, ВГМЗ, ВМЗ — Вологодский государственный историко-архитектурный и художественный музей-заповедник
- ВИМ, ВИМА, ВИМАИВиВС — Военно-исторический музей артиллерии, инженерных войск и войск связи МО РФ
- ВОКГ — Вологодская областная картинная галерея
- ВОКМ, ВлОКМ — Вологодский областной краеведческий музей
- ВМДПНИ — Всероссийский музей декоративно-прикладного и народного искусства
- ВМИИ — Волгоградский музей изобразительных искусств им. И. И. Машкова
- ВМОМК им. М. И. Глинки — Всероссийское музейное объединение музыкальной культуры имени М. И. Глинки (Москва)
- ВМП — Всероссийский музей А. С. Пушкина (Петербург)
- ВОХМ — Воронежский областной художественный музей им. И. Н. Крамского
- ВУМЗ, ВелУМЗ — Великоустюгский государственный историко-архитектурный и художественный музей-заповедник
- ВрОКМ — Воронежский областной краеведческий музей
- ВСМЗ, ВСХМ, ВСХМЗ, ВСИХМЗ, ВСГИАХМЗ, ГВСМЗ — Владимиро-Суздальский музей-заповедник, Государственный Владимиро-Суздальский историко-архитектурный и художественный музей-заповедник, Государственный объединённый Владимиро-Суздальский историко-архитектурный и художественный музей-заповедник; ГВСИАХМЗ — Государственный Владимиро-Суздальский историко-архитектурный и художественный музей-заповедник
- ВХМ — Вятский художественный музей им. В. М. и А. М. Васнецовых (г. Киров)

#### Г
- Музей ГАБТ — Музей Большого театра (Москва)
- ГИМ — Государственный Исторический музей
- ГЛМ, ГЛМ им. В. И. Даля — Государственный литературный музей (Москва), Государственный музей истории российской литературы имени В. И. Даля
- ГМВ — Государственный музей искусства народов Востока (Москва)
- ГМИР — Государственный музей истории религии
- ГМЗРК — Государственный музей-заповедник «Ростовский Кремль»
- ГМНЗИ — Государственный музей нового западного искусства (расформирован)
- ГМИИ им. А. С. Пушкина — Государственный музей изобразительных искусств им. А. С. Пушкина
- ГМИИ РТ — Государственный музей изобразительных искусств Республики Татарстан
- ГМИЛ — Государственный музей истории Ленинграда
- ГМЭ — Государственный музей этнографии народов СССР, Санкт-Петербург
- ГНИМА им. Щусева, МУАР — Государственный научно-исследовательский музей архитектуры им. А. В. Щусева
- ГМИУз — Государственный музей искусств Узбекистана, Ташкент
- ГМК — Государственный музей керамики и «Усадьба Кусково XVIII в.»
- ГМО ХРКС — Государственное музейное объединение «Художественная культура Русского Севера» (г. Архангельск)
- ГМПИ — Государственный музей палехского искусства
- ГМП — Государственный музей Пушкина
- ГМПИР — Государственный музей политической истории России (Петербург)
- ГПМ — Государственный Политехнический музей
- ГМР — Государственный музей Революции (Москва)
- ГМТ — Государственный музей Л. Н. Толстого
- ГМФ — Государственный музейный фонд
- ГОП — Государственная Оружейная палата
- ГТГ — Государственная Третьяковская галерея
- ГРМ — Государственный Русский музей
- ГХМ им. М. С. Туганова — Государственное бюджетное учреждение культуры художественный музей имени М. С. Туганова (Владикавказ)
- ГХМАК — Государственный художественный музей Алтайского края (г. Барнаул)
- ГЦГ, ЦГ — Государственная Цветковская галерея (до 1925 года)
- ГЭ — Государственный Эрмитаж; ИЭ — Императорский Эрмитаж

#### Д
- ДВХМ — Дальневосточный художественный музей (Хабаровск)
- ДИХМ — Дмитровский историко-художественный музей
- ДКМ — Дмитровский краеведческий музей
- ДМВ — Дом-музей В. М. Васнецова (Москва)
- ДРЖ — отдел древнерусской живописи. Имеется в ГИМ, ГРМ.

#### Е
- ЕМИИ — Екатеринбургский музей изобразительных искусств

#### З
- ЗИХМЗ, ЗИХМ — Загорский историко-художественный музей-заповедник (ныне СПМЗ)
- ЗККМ — Забайкальский краевой краеведческий музей (Чита)

#### И
- ИОКМ — Ивановский областной краеведческий музей
- ИОКМ — Иркутский областной краеведческий музей имени Н. Н. Муравьева-Амурского
- ИОХМ, ИвОХМ — Ивановский областной художественный музей
- ИрОХМ — Иркутский областной художественный музей
- ИХМ — Иркутский художественный музей

#### К
- КБИАХМЗ, КБМЗ — Кирилло-Белозерский историко-архитектурный и художественный музей-заповедник
- КГХМ — Костромской государственный объединённый художественный музей
- КИАМЗ — Костромской историко-архитектурный музей-заповедник
- ККГ — Курская государственная картинная галерея имени А. А. Дейнеки
- ККМ — Кологривский краеведческий музей имени Г. А. Ладыженского
- ККХМ — Краснодарский краевой художественный музей имени Ф. А. Коваленко
- КМИИ — Карельский музей изобразительных искусств
- КМИИ — Калужский музей изобразительных искусств
- КлОКМ — Калужский областной краеведческий музей
- КМТ — Краеведческий музей (Тотьма)
- КГКМ — Карельский государственный краеведческий музей (г. Петрозаводск).
- КМРИ — Киевский музей русского искусства
- КОКМ — Калужский областной краеведческий музей
- КХМ — Калужский областной художественный музей
- КПОКМ — Коми-пермяцкий окружной краеведческий музей
- КрОКМ — Курский областной краеведческий музей

#### Л
- ЛКМ — Лальский краеведческий музей
- ЛТМ — Ленинградский театральный музей; Санкт-Петербургский Государственный музей театрального и музыкального искусства
- ЛОКМ — Липецкий областной краеведческий музей

#### М
- МАГМА — частный Музей искусства авангарда Вячеслава Кантора
- МАЭ РАН — Музей антропологии и этнографии РАН (Кунсткамера)
- МДФ — Московский дом фотографии, МАММ — Мультимедиа Арт Музей, Москва
- МГОМЗ — Московский государственный объединённый историко-архитектурный и природно-ландшафтный музей-заповедник «Коломенское», ГМЗК — Государственный музей-заповедник «Коломенское»
- МАЭ — Музей антропологии и этнографии
- МЖК — Музей живописной культуры (1919—1929 гг.)
- МИДК — Музей истории донского казачества (г. Новочеркасск)
- МИИРК — Музей изобразительных искусств республики Карелия
- МК, ЦМК, ГЦМК — Музей кино
- ММК — Государственный историко-культурный музей-заповедник «Московский Кремль» (Музеи Московского Кремля), ГММК — Государственные музеи Московского Кремля, ГМЗМК — Государственный историко-культурный музей-заповедник «Московский Кремль», ФГУ ГИКМЗ — Федеральное государственное учреждение Государственный историко-культурный музей-заповедник «Московский Кремль»; ГИКМЗМК — Государственный историко-культурный музей-заповедник «Московский Кремль»
- ММТ — Музей Государственного академического Малого театра (Москва)
- МНДМ — Музей «Ново-Девичий монастырь» (как филиал ГИМ), расформирован
- МНИ — Музей народного искусства, Москва
- МиАР, ЦМиАР — Музей древнерусского искусства им. Андрея Рублева
- МИХМ — Муромский историко-художественный и мемориальный музей
- МКК — Музей-квартира П. Д. Корина (филиал ГТГ)
- МКЛ — Мемориальный кабинет А. В. Луначарского (Москва)
- МЛК — Музей личных коллекций, филиал ГМИИ им. А. С. Пушкина
- ММО — Московский музей-усадьба «Останкино»
- ММСИ — Московский музей современного искусства; есть англ. версия аббревиатуры: MMOMA / ММОМА — Moscow museum of modern art
- МОКМ — Московский областной краеведческий музей, г. Истра
- МРМ — Московский Румянцевский музей (упразднен, коллекции — в ГИМ)

#### Н
- НГА — Национальная галерея Армении (г. Ереван)
- НГКМ, ГАУК НСО НГКМ — Государственное автономное учреждение Новосибирской области «Новосибирский государственный краеведческий музей»
- НГХМ — Нижегородский государственный художественный музей, Нижегородский государственный историко-архитектурный музей-заповедник
- НГОМЗ — Новгородский государственный объединённый музей-заповедник, НМЗ — Новгородский государственный объединённый музей-заповедник, НИАМЗ — Новгородский историко-архитектурный музей-заповедник, НГИАМЗ — Новгородский государственный историко-архитектурный музей-заповедник; ГАХМЗН — Государственный архитектурно-художественный музей-заповедник, Новгород, ГМИН — Государственный музей истории Новгорода, НГМ — Новгородский государственный музей-заповедник
- НИМРАХ, НИМ РАХ — Научно-исследовательский музей Российской академии художеств
- НжМЗ, НгИАМЗ — Нижегородский историко-архитектурный музей-заповедник, НжХМ — Нижегородский государственный художественный музей
- НКПИКЗ — Национальный Киево-Печерский историко-культурный заповедник
- НМ ККГ — Национальный музей «Киевская картинная галерея»
- НХМ РБ — Национальный художественный музей Республики Беларусь (г. Минск)
- НТГМИИ — Нижне-Тагильский государственный музей изобразительных искусств
- НТМЗ — Нижне-Тагильский музей-заповедник горного дела

#### О
- ОАМ — Отдел искусства и культуры античного мира
- ОИЗЕИ — Отдел истории западноевропейского искусства
- ОИПК — Отдел истории первобытной культуры
- ОИРК — Отдел истории русской культуры
- ОИХМ — Острогожский историко-художественный музей имени И. Н. Крамского
- ОКГ — Орловская картинная галерея
- ООКМ — Орловский областной краеведческий музей
- ООМИИ — Омский областной музей изобразительных искусств имени М. А. Врубеля
- ОН — Отдел нумизматики
- ОР — Отдел рукописей
- ОХМ — Одесский художественный музей

#### П
- ПГОМЗ, ПМЗ, ПГОИАХМЗ, ПИАМ, ПИАМЗ — Псковский государственный объединённый историко-архитектурный и художественный музей-заповедник, Псковский музей-заповедник, Псковский историко-архитектурный музей-заповедник
- ПГХГ, ПХГ — Пермская государственная художественная галерея, ПермГХГ — Пермская государственная художественная картинная галерея
- ПЗИХМ — Переславль-Залесский историко-художественный музей, ПЗИАХМЗ — Переславль-Залесский историко-архитектурный и художественный музей-заповедник
- ПОКМ — Пермский областной краеведческий музей

#### Р
- РИАМЗ — Рязанский историко-архитектурный музей-заповедник
- РИМ — Императорский Российский исторический музей (ныне ГИМ)
- РМЗ — Рыбинский историко-архитектурный и художественный музей-заповедник
- РМЦД — Ростовский музей церковных древностей
- РОМК — Ростовский областной музей краеведения.
- РОСИЗО — Государственный музейно-выставочный центр «РОСИЗО» (ФГБУК ГМВЦ «РОСИЗО»; прежнее название — «Росизопропаганда»)
- РХМ — Рязанский областной художественный музей

#### С
- СГОМЗ — Смоленский государственный объединенный исторический и архитектурно-художественный музей-заповедник
- СГХМ — Саратовский государственный художественный музей имени А. Н. Радищева
- СИХМ — Серпуховский историко-художественный музей
- СИХМ — Сольвычегодский историко-художественный музей
- СККМ — Соликамский краеведческий музей
- СКМ — Смоленский краеведческий музей
- СМИИ — Смоленский областной музей изобразительных и прикладных искусств
- СОИКМ — Самарский областной историко-краеведческий музей имени П. В. Алабина
- СОХМ — Самарский областной художественный музей
- СПМЗ, СПИХМЗ, СПГИХМЗ — Сергиево-Посадский государственный историко-художественный музей-заповедник
- СХМ — Севастопольский художественный музей имени М. П. Крошицкого

#### Т
- ТГОМ — Тверской государственный объединённый музей
- ТГХМ — Таганрогский художественный музей
- ТЛИАМЗ — Таганрогский литературный и историко-архитектурный музей-заповедник
- ТлОКМ — Тульский областной краеведческий музей
- ТмОКМ — Тамбовский областной краеведческий музей
- ТМИИ — Тюменский музей изобразительных искусств
- ТМИИ — Тульский музей изобразительных искусств
- ТКМ — Тотемский краеведческий музей
- ТМЗ — Тобольский государственный историко-архитектурный музей-заповедник
- ТОКГ — Тверская областная картинная галерея
- ТОКГ — Тамбовская областная картинная галерея
- ТСЛ — Свято-Троицкая Сергиева Лавра
- ТХМ — Тамбовский художественный музей

#### У
- УКМ — Устюженский краеведческий музей
- УМЗ — Угличский историко-художественный музей-заповедник; УИХМ — Угличский историко-художественный музей (другое название этого же музея).
- УОХМ — Ульяновский областной художественный музей

#### Х
- ХИМ — Харьковский исторический музей
- ХМРБ — Художественный музей имени М. Ф. Нестерова Республики Башкортостан
- ХХМ — Харьковский художественный музей

#### Ц
- ЦАК МДА — Церковно-археологический кабинет Московской духовной академии
- ЦВММ — Центральный военно-морской музей (г. Петербург)
- ЦКМ — Центральный Кустарный музей
- ЦМЛ — Центральный музей В. И. Ленина, расформирован
- ЦТМ, ГЦТМ, ЦГТМ — Центральный театральный музей имени А. А. Бахрушина (Москва)

#### Ч
- ЧерМО — Череповецкое музейное объединение

#### Я
- ЯКМ — Яренский краеведческий музей
- ЯХМ — Ярославский художественный музей
- ЯМЗ — Ярославский музей-заповедник; ЯИАМЗ — Ярославский историко-архитектурный музей-заповедник; ЯГИАХМЗ — Ярославский государственный историко-архитектурный и художественный музей-заповедник

### Реставрационные и художественные мастерские
- ВПНРК — Всесоюзный производственный научно-реставрационный комбинат
- ВСНРПМ — Всесоюзная специальная научно-реставрационная производственная мастерская
- ВХНРЦ, ГЦХНРМ, ГЦХРМ — Всероссийский художественный научно-реставрационный центр имени И. Э. Грабаря, Государственная центральная художественная научно-реставрационная мастерская имени академика И. Э. Грабаря, Государственная центральная художественно-реставрационная мастерская, Государственные центральные художественно-реставрационные мастерские имени академика И. Э. Грабаря
- ГосНИИР — Государственный научно-исследовательский институт реставрации. Ранее — ВЦНИЛКР, ВЦНИЛКР (Всесоюзная центральная научно-исследовательская лаборатория по консервации и реставрации музейных ценностей), с 1979 года ВНИИР (Всесоюзный научно-исследовательский институт реставрации).
- ЛМРДМ — Лаборатория микрофотокопирования и реставрации документальных материалов Главного архивного управления при Совете Министров СССР
- МАСТОМХ — Художественно-производственные мастерские
- МО МНРХУ — Межобластное научно-реставрационное художественное управление
- МСНРПМ — Межобластные специальные научно-реставрационные производственные мастерские объединения «Росреставрация»
- СНРПМ — Специальная научно-реставрационная производственная мастерская
- СХПМ — Строгановские художественно-производственные мастерские
- ЦГРМ — Центральные Государственные реставрационные мастерские
- ЦНИРЛ — Центральная научно-исследовательская реставрационная лаборатория
- ЦНРПМ — Центральные научно-реставрационные проектные мастерские (ранее — Центральные научно-реставрационные мастерские (ЦНРМ). В 1968 году состоялось объединение ЦНРМ и Всесоюзной специальной производственной научно-реставрационной мастерской (ВСНРПМ). Новая организация получила название Всесоюзный производственный научно-реставрационный комбинат Министерства культуры СССР (ВПНРК), а ЦНРМ были переименованы в Научно-исследовательскую проектную мастерскую (НИПМ)[1]. С 1980 г. Всесоюзное специализированное производственное объединение «Союзреставрация»)
- ЯСНРПМ — Ярославская специальная научно-реставрационная производственная мастерская

### Институции и институты
- ВНИИ — Всесоюзный научно-исследовательский институт
- ВНИИТЭ — Всесоюзный научно-исследовательский институт технической эстетики
- ВСНХ — Высший совет народного хозяйства
- МК РСФСР — Министерство культуры РСФСР
- МОНО — Московский отдел народного образования
- НКП — Народный комиссариат просвещения
- СПб ФИРИ РАН — Санкт-Петербургский институт истории Российской академии наук

#### Академии и НИИ
- АХ СССР — Академия художеств СССР
- ВАХ — Всероссийская академия художеств
- ГАИМК — Государственная академия истории материальной культуры, Институт археологии РАН
- ГАХН — Государственная академия художественных наук (1921—1931 гг.)
- ГИИИ — Государственный Институт истории искусств
- ГИНХУК — Государственный институт художественной культуры
- ИАХ — Императорская академия художеств
- ИВ РАН — Институт востоковедения Российской академии наук
- ИИМК РАН, ИИМК — Институт истории материальной культуры Российской академии наук, Институт истории материальной культуры
- ЛОИА — Ленинградское отделение Института археологии Академии наук СССР (ныне ИИМК РАН)
- ЛОИИ — Ленинградское отделение Института истории Академии наук СССР (ныне СПб ФИРИ РАН)
- МДА — Московская Духовная академия
- МГУКИ — Московский государственный институт культуры
- МИИФЛ — Московский институт истории, философии и литературы
- НИИХП — Научно-исследовательский институт художественной промышленности
- НИИ РАХ — Научно-исследовательский институт теории и истории изобразительных искусств при Российской академии художеств
- ОРЯС — Отделение русского языка и словесности Академии наук
- ПД — Пушкинский дом (Институт русской литературы РАН)
- РАН, АН — Российская академия наук
- СПб ФИРИ — Санкт-Петербургский филиал Института русской истории Российской Академии наук

#### Учебные заведения и учебные институты
- ВХУ — Высшее художественное училище при Императорской академии художеств
- ВХУТЕМАС — Высшие художественно-технические мастерские
- ВХУТЕИН — Высший государственный художественно-технический институт
- ВШВМ — Высшая школа военной маскировки
- ГСХМ — Государственные свободные художественные мастерские
- ГСХУМ — Петроградские Государственные свободные художественно-учебные мастерские
- ЛХУ — Ленинградское художественное училище имени В. А. Серова
- МАИ — Московский археологический институт
- МАРХИ, МАИ — Московский архитектурный институт
- МБИ — Московский библиотечный институт имени В. М. Молотова
- МВХПУ — Московское высшее художественно-промышленное училище (б. Строгановское), МЦХПУ — Московское центральное художественно-промышленное училище (б. Строгановское), СХПУ — Строгановское художественно-промышленное училище
- МИИИ — Московский институт изобразительных искусств
- МИПИДИ — Московский институт прикладного и декоративного искусства
- МУЖВЗ — Московское училище живописи, ваяния и зодчества
- МХПШ — Миргородская художественно-промышленная школа
- ПХУ — Пензенское художественное училище
- РГХПУ им. С. Г. Строганова — Московский государственный художественно-промышленный университет имени С. Г. Строганова, Московская государственная художественно-промышленная академия имени С. Г. Строганова
- СГХМ — Свободные государственные художественные мастерские
- УПФШ — Учебно-показательная школа финифти
- ФАУ — Факультет архитектурного усоверщенствования
- ФШМЖ — Федоскинская школа миниатюрной живописи
- ХРУ — Художественно-ремесленное училище
- Худпром — Училище художественной промышленности
- ЦУТР — Центральное училище технического рисования барона А. Л. Штиглица
- ЦХПУ — Центральное художественно-промышленное училище

#### Комиссии
- ВУАК — Владимирская учётно-архивная комиссия
- ГЗК — Государственная закупочная комиссия
- ИАК — Императорская Археологическая комиссия
- МЗК — Московская закупочная комиссия
- ПУАК — Пермская губернская ученая архивная комиссия
- ЯГУАК — Ярославская губернская ученая архивная комиссия

#### Общества
- ВООПИиК — Всероссийское общество охраны памятников истории и культуры
- ИАО — Императорское Археологическое общество
- ЛОА — Ленинградское общество архитекторов
- МАО — Московское археологическое общество
- МОЛХ — Московское общество любителей художеств
- МОСА — Московское отделение Союза архитекторов
- МХО — Московское художественное общество
- ОВХП — Общество вспомоществования художников
- ОИДР — Общество истории и древностей российских
- ОЛДП — Общество любителей древней письменности[2]
- ОЛДПр — Общество любителей духовного просвещения
- ОИРУ — Общество изучения русской усадьбы
- ОПГИ — Общества преподавателей графических искусств
- ОПХ — Императорское общество поощрения художеств
- ОРА — Общество русских акварелистов
- ОРТЗ — Общество распространения технических изданий
- ОСА — Организация современных архитекторов
- ОХЛИИСК — Общество художников и любителей изящных искусств Степного края
- ОХИЖ — Общество художников исторической живописи
- ПОХ — Санкт-Петербургское общество художников
- РАО — Русское археологическое общество
- УОЛЕ — Уральское общество любителей естествознания

### Художественные объединения
- АХРР — Ассоциация художников революционной России
- ОСТ, ОХСТ — Общество художников-станковистов
- ТПХВ — Товарищество передвижных художественных выставок

### Библиотеки
- БАН — Библиотека Академии наук СССР.
- БРАН — Библиотека Российской академии наук
- ГБЛ — Государственная библиотека СССР им. В. И. Ленина
- ГПБ — Государственная публичная библиотека имени М. Е. Салтыкова-Щедрина (сейчас — Российская национальная библиотека)
- ГПИБ — Государственная публичная историческая библиотека
- ГПНТБ — Государственная публичная научно-техническая библиотека
- ИПБ — Императорская Публичная библиотека (ныне РНБ)
- НБ МГУ — Научная библиотека Московского государственного университета
- НПБ — Национальная публичная библиотека
- РГБ — Российская государственная библиотека
- РНБ — Российская национальная библиотека

### Архивы
- ААН — Архив Академии наук СССР, Ленинград.
- АВПРИ — Архив внешней политики Российской империи
- АВО — Государственный архив Вологодской области (Вологда)
- ГАРФ, ГА РФ, ЦГАОР СССР — Государственный архив Российской Федерации
- ГААО — Государственный архив Архангельской области
- ГАБО — Государственный архив Брянской области
- ГАВО — Государственный архив Вологодской области, Владимирской области или Волгоградской области
- ГАИО — Государственный архив Ивановской области
- ГАКО — Государственный архив Кировской области
- ГАКСО — Государственный архив Костромской области
- ГАНжО — Государственный архив Нижегородской области
- ГАНО — Государственный архив Новгородской области
- ГАПК, ГАПО — Государственный архив Пермского края
- ГАРО — Государственный архив Ростовской области
- ГАСК — Государственный архив Ставропольского края (г. Ставрополь)
- ГАСО — Государственный архив Свердловской области (г. Екатеринбург)
- ГАТмО — Государственный архив Тюменской области
- ГАТО — Государственный архив Тверской области
- ГАЯО — Государственный архив Ярославской области, РФ ГАЯО — Ростовский филиал ГАЯО
- Главархив — Главное архивное управление СССР
- МАМЮ — Московский архив Министерства юстиции
- МГАМИД — Московский главный архив Министерства иностранных дел
- НВА — Научно-ведомственный архив
- ОПИ ГИМ — Отдел письменных источников ГИМ
- ОР — Отдел рукописей
- ОР ГТГ — Отдел рукописей ГТГ
- ОР РНБ — Отдел рукописей РНБ
- ОРГП — Отдел рукописных, графических и печатных материалов (ГМЗМК); ОРПГФ — Отдел рукописных, печатных и графических фондов ФГУ ГИКМЗ «Московский Кремль»
- ОРКРАМ — Отдел редкой книги, рукописей и архивных материалов
- ОРКРИ — Отдел редкой книги и рукописных источников
- ОРПГФ — Отдел рукописных, печатных и графических фондов
- РГАДА — Российский государственный архив древних актов
- РГИА — Российский государственный исторический архив, ЦГИА — Центральный Государственный Исторический архив
- РГВИА — Российский государственный военно-исторический архив
- РГАВМФ, РГА ВМФ — Российский государственный архив военно-морского флота
- РГАЭ — Российский государственный архив экономики
- РГАЛИ, ЦГАЛИ — Российский государственный архив литературы и искусства
- РГВА — Российский государственный военный архив
- РГИАДВ — Российский государственный исторический архив Дальнего Востока
- РГАНТД — Российский государственный архив научно-технической документации
- РГАФД — Российский государственный архив фонодокументов
- РГАКФД — Российский государственный архив кинофотодокументов
- РГАСПИ — Российский государственный архив социально-политической истории
- РГАНИ — Российский государственный архив новейшей истории
- РГНФ — Российский Гуманитарный Научный Фонд
- ЦАГМ — Центральный архив города Москвы
- ЦАНД — Центральный архив научной документации
- ЦАНТДМ — Центральный архив научно-технической документации Москвы
- ЦГА РСФСР — Центральный государственный архив РСФСР (Москва)
- ЦГАКФФД — Центральный государственный архив кино-фото-фонодокументов (Красногорск)
- ЦГАЛИ — Центральный государственный архив литературы и искусства (Москва)
- ЦГАОР — Центральный государственный архив Октябрьской революции, высших органов государственной власти и государственного управления СССР (Москва)
- ЦГАВМФ — Центральный государственный архив Военно-морского флота.
- ЦГАВОУ — Центральный государственный архив высших органов власти и управления Украины
- ЦГАДА — Центральный государственный архив древних актов (ныне РГАДА)
- ЦГАКА — Центральный государственный архив Красной Армии
- ЦГАМ — Центральный государственный архив г. Москвы
- ЦГИА — Центральный государственный исторический архив СССР, Ленинград.
- ЦГИА УССР — Центральный государственный исторический архив УССР (Киев)
- ЦГВИА — Центральный государственный военно-исторический архив, Москва.
- ЦИАМ — Центральный исторический архив Москвы
- ЦПА ИМЛ — Центральный партийный архив Института марксизма-ленинизма при ЦК КПСС (Москва)
- ЦХНТДМ — Центр хранения научно-технической документации Москвы
- ШФ ГАКО — Шадринский филиал Государственного архива Курганской обл. (г. Шадринск)

### Издания и летописи
- ААЭ — Акты, собранные в библиотеках и архивах Российской империи Археографической экспедицией Академии наук.
- АИЗ — Археологические известия и заметки / Изд. Имп. Московского археологического общества
- АЕ — Археографический ежегодник; Археологический ежегодник
- АО — Археологические открытия
- АС — Археологический сборник
- БВ — Богословский вестник
- БЛДР — Библиотека литературы Древней Руси
- БТ — Богословские труды
- АСЭИ — Акты социально-экономической истории.
- ВВ — Византийский временник
- ВДИ — Вестник древней истории
- ВИ — Вопросы истории
- ВИЖ — Военно-исторический журнал
- ДАИ — «Дополнения к актам историческим» («Дополнения к актам историческим, собранные и изданные Археографической комиссией» («ДАИ»), т. 1—12, СПБ, 1846—75.)
- ДДГ — Духовные и договорные грамоты великих и удельных князей XIV—XVI вв.
- ДРВ — Древняя российская вивлиофика
- ДРИ — «Древнерусское искусство»
- ЗОРСА — Записки Отделения русской и славянской археологии, Записки отделения русской и славянской археологии Императорского Русского Археологического общества
- ЗВОРАО — Записки Восточного отделения Русского археологического общества
- ЗРАО — Записки русского археологического общества
- ЖМНП — Журнал Министерства народного просвещения
- ЖМП — Журнал Московской Патриархии
- ИАК — Известия императорской археологической комиссии
- ИАН — Известия Академии наук
- ИВ — Исторический вестник
- ИГАИМК — Известия Государственной Академии истории материальной культуры
- ИОРЯС — Известия Отделения русского языка и словесности
- ИХМ — Искусство христианского мира. Сборник статей
- КСИА — Краткие сообщения о докладах и полевых исследованиях Института археологии АН СССР, Краткие сообщения Института археологии Академии наук СССР
- КСИИМК — Краткие сообщения Института истории материальной культуры Академии наук СССР
- ЛЗАК — Летопись занятий Имп. Археографической комиссии
- МАВГР — Материалы по археологии Восточных губерний России
- МАР — Материалы по археологии России
- МИА — Материалы и исследования по археологии СССР (археологическая книжная серия 1940—1973 гг.)
- НГВ — Новгородские губернские ведомости
- НЕВ — Новгородские епархиальные ведомости
- НИС — Новгородский исторический сборник
- НПЛ — Новгородская Первая летопись старшего и младшего изводов.
- ОАК — Отчеты Археологической комиссии
- ПВЛ — Повесть временных лет
- ПДПИ — Памятники древней письменности и искусства
- ПКНО, ПК НО — Памятники культуры. Новые открытия: Письменность, искусство, археология
- ПСЗРИ, ПЗС, ПСЗ — Полное собрание законов Российской империи
- ПСРЛ — Полное собрание русских летописей
- ПСРГ — Ровинский Д. А. Подробный словарь русских гравёров. Т. 1, 2. Спб., 1895
- ПСРГП — Ровинский Д. А. Подробный словарь русских гравированных портретов. Т. 1-4. Спб., 1889—1895
- РА — «Русский Архив»
- РВ — «Русский Вестник»
- РИБ — «Русская историческая библиотека», издаваемая Археографическою Комиссией
- РИО — Сборник русского исторического общества
- РС — «Русская Старина»
- СА — «Советская археология»
- САИ — Свод археологических источников
- Сб. РИО — Сборник Русского исторического общества.
- СГЭ — Сообщения Государственного Эрмитажа
- СККДР — Словарь книжников и книжности Древней Руси
- СЭ — Советская этнография
- ТВОРАО — Труды Восточного отделения Русского археологического общества.
- ТГИМ — Труды Государственного исторического музея
- ТГЭ — Труды Государственного Эрмитажа
- ТОДРЛ — Труды отдела древней русской литературы Института русской литературы (Пушкинский Дом)
- ХСР — Художественные сокровища России
- ЧОИДР — Чтения в Обществе истории и древностей российских, Чтения в императорском Обществе истории и древностей Российских при Московском университете
- ЭО — Этнографическое обозрение

### Издательства
- ГИЗ — Государственное издательство
- ГИХЛ — Государственное издательство художественной литературы
- Госиздат — Главное управление государственным издательством
- ГОЗНАК
- Изогиз — Государственное издательство изобразительного искусства
- КОГИЗ — Книготорговое объединение государственных издательств
- МУЗГИЗ (МузГИз) — Государственное музыкальное издательство
- ОГИЗ — Объединение государственных издательств РСФСР
- Профиздат — Издательство ВЦСПС

### Учреждения СССР
- Акцентр — Академический центр
- АПО, или Агитпроп — Отдел агитации и пропаганды ЦК РКП(б)
- АПП — Ассоциация пролетарских писателей
- АППО — Отдел по агитации и пропаганде и печати ЦК ВКП(б)
- АРКК — Ассоциация работников революционной культуры
- ВАПП — Всесоюзная ассоциация пролетарских писателей
- ВАХТ — Всероссийская ассоциация художников театра
- ВГТРК — Всероссийская государственная телерадиокомпания
- ВКИ, или ВКПДИ, или КПДИ — Всесоюзный комитет по делам искусств при СНК СССР
- ВОАПП — Всероссийское объединение ассоциаций пролетарских писателей
- ВОКП — Всероссийское общество крестьянских писателей
- ВОКС — Всесоюзное общество культурных связей с заграницей
- ВОЛЬФИЛА — Вольная философская ассоциация
- ВОПКП — Всероссийское объединение пролетарско-колхозных писателей
- Всерабис — Всероссийский профсоюз работников искусств
- Всеросскомдрам — Всероссийское общество драматических писателей и композиторов
- ВСНХ — Высший совет народного хозяйства
- ВСП — Всероссийский союз писателей
- ВССП — Всероссийский союз советских писателей
- ВУСПП — Всеукраинский союз пролетарских писателей
- ВУФКУ — Всеукраинское фотокиноуправление
- ВФКО — Всесоюзный фотокиноотдел
- ВЦВБ — Всероссийское центральное выставочное бюро
- Главискусство — Комитет по делам искусств (Совет по делам искусств НКП РСФСР)
- Главкустпром — Главное управление по делам кустарной и мелкой промышленности и промысловой кооперации ВСНХ
- Главлит — Главное управление по делам литературы и издательств
- Главмузей — Главный комитет по делам музеев НКП РСФСР
- Главнаука — Главное управление научными, музейными и научно-художественными учреждениями НКП РСФСР
- Главполитпросвет — Главное управление внешкольное, затем Главный политико-просветительный комитет республики НК РСФСР
- Главпрофобр — Главное управление профессионально-технических школ и высших учебных заведений НКП РСФСР
- Главрепертком, или ГРК — Главный комитет по контролю за репертуаром НКП РСФСР
- Главсоцвос — Главное управление социального воспитания и политехнического образования НКП РСФСР
- Главфарфор — Управление фарфоровых и фаянсовых изделий Министерства легкой промышленности СССР
- ГОМЭЦ — Государственное объединение музыкальных, эстрадных и цирковых предприятий НКП РСФСР
- Госкино — Центральное государственное фотокинопредприятие НКП РСФСР
- ГПУ — Государственное политическое управление при СНК РСФСР
- ГС ПС — городской совет профессиональных союзов
- Губком — губернский комитет
- Губпрофсовет — губернский профсоюзный совет
- ГУКФ — Главное управление кинофотопромышленности
- ГУС — Государственный ученый совет НКП РСФСР
- Доброхим — Общество друзей химической обороны и химической промышленности
- Драмсоюз — Ленинградское общество драматических писателей и композиторов
- ИЗО — Изобразительное искусство
- ИЗОСТАТ — Научно-исследовательский институт изобразительной статистики советского строительства и хозяйства
- ИМЭЛ — Институт Маркса-Энгельса-Ленина при ЦК ВКП(б) (КПСС)
- Исполком — исполнительный комитет
- Комфракция — Фракция ВКП(б)
- КПДИ — Комитет по делам искусства
- КПК — Контрольно-проверочная комиссия
- ЛАД — Ленинградская ассоциация драматургов
- ЛАПП — Ленинградская ассоциация пролетарских писателей
- Ликвидком — Ликвидационный комитет
- Литфонд — Литературный фонд
- ЛОКАФ — Литературное объединение Красной Армии и Флота
- ЛОССХ — Ленинградское отделение Союза советских художников
- ЛЦК — Литературный центр конструктивистов
- МАПП — Московская ассоциация пролетарских писателей
- Межрабпом — Международная рабочая помощь
- МКК — Московская контрольная комиссия
- МОДПИК — Московское общество драматических писателей и композиторов
- Мосскуппромторг — Московская торговая организация по скупке товаров у населения
- Моссовет — Московский городской совет депутатов трудящихся
- МОССХ — Московская организация Союза советских художников
- МОСХ — Московский Союз художников
- Музпред — Объединение предприятий музыкальной промышленности
- МФРКП — Московская федерация рабоче-крестьянских писателей
- Наркомзем РСФСР — Народный комиссариат земледелия РСФСР
- Наркомпрос — Народный комиссариат просвещения РСФСР
- НК РКИ — Народный комиссариат рабоче-крестьянской инспекции РСФСР
- НКП — Народный комиссариат просвещения
- НКВД — Народный комиссариат внутренних дел
- НКВнешторг — Народный комиссариат внешней торговли
- НКВод — Народный комиссариат водного транспорта
- НКЗем — Народный комиссариат земледелия
- НКИД — Народный комиссариат иностранных дел
- НКО, или НКОбороны — Народный комиссариат обороны
- НКП, или НКПрос, или Наркомпрос — Народный комиссариат просвещения
- НКПС — Народный комиссариат путей сообщения
- НКПТ, или Наркомпочтель — Народный комиссариат почт и телеграфов
- НКСвязь — Народный комиссариат связи
- НКФин — Народный комиссариат финансов
- НКЮст — Народный комиссариат юстиции
- ОБ, или Оргбюро — Организационное бюро ЦК РКП(б) / ВКП(б) / КПСС
- ОГПУ — Объединенное государственное политическое управление при СНК СССР
- ОДА — Общество друзей АХРР
- ОДВФ — Общество друзей воздушного флота
- ОД ПИК — Общество русских драматических писателей и композиторов
- ОПОЯЗ — Общество изучения теории поэтического языка
- ОРД — организационно-распорядительная документация
- ПБ, или Политбюро — Политическое бюро ЦК РКП(б) / ВКП(б)\КПСС
- ПКО — Парк культуры и отдыха
- ПУР — Политическое управление Реввоенсовета
- ПУРККА — Политическое управление Рабоче-Крестьянской Красной Армии
- ПФЗ — Первомайский фарфоровый завод
- РАПП — Российская ассоциация пролетарских писателей
- РАПХ — Российская Ассоциация Промышленных Художников
- РВС, или Реввоенсовет — Революционный военный совет
- РКИ — Рабочее-крестьянская инспекция
- РОСТА — Российское телеграфное агентство[3]
- СМ СССР — Совет Министров СССР
- Смолгубсовнархоз — Совет народного хозяйства Смоленской губернии
- СНК СССР — Совет Народных Комиссаров СССР
- ФЗО — Фабрично-заводское обучение
- ФЗУ — Фабрично-заводское ученичество